# Юбек
Юбек (нім. Jübek) — громада в Німеччині, розташована в землі Шлезвіг-Гольштейн. Входить до складу району Шлезвіг-Фленсбург. Складова частина об'єднання громад Аренсгарде.
Площа — 15,58 км2. Населення становить 2739 ос. (станом на 31 грудня 2020).

## Галерея

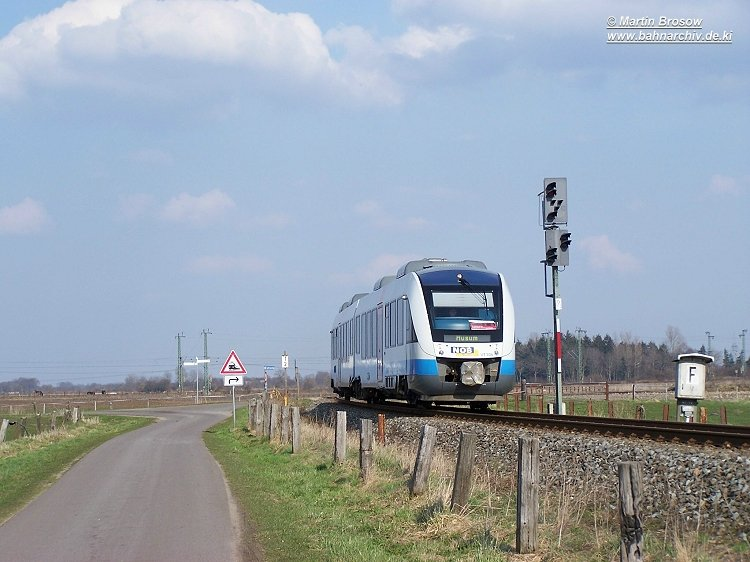